# Hipponix ticaonicus
Hipponix ticaonicus is een slakkensoort uit de familie van de Hipponicidae. De wetenschappelijke naam van de soort is voor het eerst geldig gepubliceerd in 1846 door Sowerby.